# Dom (curling)

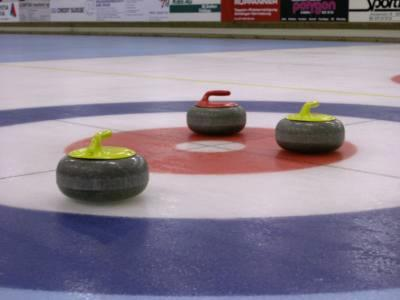

Dom - strefa punktująca w curlingu. Składa się z trzech okręgów o promieniach 183 cm, 122 cm, 61 cm oraz guzika (promień 15 cm). Dom przecina linia środkowa oraz tee line a styczną do największego okręgu jest linia końcowa.
Okręgi na zawodach międzynarodowych zazwyczaj są malowane w kolorze niebieskim, białym i czerwonym (przy czym środek jest zawsze biały); w Kanadzie często spotykane są kolory sponsorów głównie dlatego, iż jedynie tam curling uprawiany jest zawodowo.

Tor do gry w curling